# Загребля (Дубровицкий район)
Загребля (укр. Загребля) — село, входит в Велюнский сельский совет Дубровицкого района Ровненской области Украины.
Население по переписи 2001 года составляло 159 человек. Почтовый индекс — 34134. Телефонный код — 03658. Код КОАТУУ — 5621880703.

## Местный совет
34134, Ровненская обл., Дубровицкий р-н, с. Велюнь, ул. Садовая, 8.